# Mark Johnson (ishockeyspelare)
Mark Einar Johnson, född 22 september 1957 i Minneapolis i Minnesota, är en amerikansk före detta ishockeyspelare.
Johnson blev olympisk guldmedaljör i ishockey vid vinterspelen 1980 i Lake Placid.